# Capitán (mascota)
Capitán fue la mascota oficial de la Copa América 2024, organizada por la CONMEBOL, con sede en Estados Unidos.
Se trata de un águila antropomórfica con uniforme de futbolista.

## Historia
La mascota del torneo se dio a conocer el 7 de diciembre de 2023, durante el sorteo de la fase de grupos de la Copa América 2024. 
Según la Conmebol, Capitán representa la libertad, la pasión y el espíritu indomable y determinado que caracteriza a las selecciones participantes. Además, la decisión de elegir a un águila como mascota nació de la simbología que este animal tiene en diversas culturas de América: suele ilustrar la fuerza, la audacia y la excelencia.